# 靳岗街道
靳岗街道，是中华人民共和国河南省南阳市卧龙区下辖的一个乡镇级行政单位。

## 行政区划
靳岗街道下辖以下地区：
董岗村社区、邵沟村社区、靳岗村、兰营村、香铺村、崔营村、坡桥村和新寺村。